# Контарев, Владимир Викторович
Владимир Викторович Контарев — российский дирижер. Лауреат премии им. Л. В. Собинова. Художественный руководитель и главный дирижер Государственного камерного хора и Филармонической Хоровой Капеллы «Ярославия». Профессор Московской государственной консерватории им. П. И. Чайковского.

## Биография
Владимир Контарев родился в Ереване. Получил музыкальное образование, занимаясь в Детской музыкальной школе в городе Подольске Московской области. Занимался в классе фортепиано Т. В. Корневой. В 1972 году стал выпускником отделения хорового дирижирования Музыкального училища при Московской консерватории. Занимался в классе М. Н. Александровской и Е. Н. Зверевой. В 1972 году начал учебу в отделении хорового дирижирования Московской консерватории в классе Б. И. Куликова. Его преподавателем по чтению хоровых партитур была Н. А. Лебедева, хороведению — К. П. Виноградов, фортепиано преподавала Л. П. Просыпалова. Владимир Контарев занимался в хоровом классе у Г. И. Савельева и В. Г. Соколова.
Владимир Контарев пел в Камерном хоре Московской консерватории, у Валерия Полянского. В период с 1977 по 1979 год был главным хормейстером и дирижером ансамбля Песни и пляски МВО.
В 1978 году стал преподавателем хорового дирижирования и специальных дисциплин в Музыкальном училище при Московской консерватории. В 1979 году начал преподавать в Московской консерватории на кафедре хорового дирижирования специальные дисциплины.
В 1981 стал выпускником ассистентуры-стажировки Московской консерватории, его руководителем был Б. И. Куликов.
В 2006 году ему присвоили звание профессора. Преподает в Московской консерватории.
Среди его учеников музыканты и преподаватели: А. Ампар, М. Бустилло, Ф. Кадена, С. Кондрашов, А. Кружков, А. Мансано, Ю. Молчанова, Ю. Половникова, Ю. Потеенко, Е. Пронина, М. Семёнова, О. Ситников, Г. Смирнов, С. Тараканов, Ю. Тихонова, А. Топлов, Е. Тугаринов.
Владимир Контарев осенью 2016 года проводил аттестацию артистов хора Воронежского театра оперы и балета.
В марте 2022 года подписал обращение в поддержку военного вторжения России на Украину (2022).